# Jüdischnationale Partei
Die Jüdischnationale Partei oder Jüdische Nationale Partei war eine politische Partei in Österreich in den letzten Jahrzehnten Österreich-Ungarns und in der Ersten Republik.
Die Partei war Teil der zionistischen Bewegung und wurde 1892 in Lemberg, der Hauptstadt Galiziens, gegründet. Ziel war eine Repräsentanz von Juden im Reichsrat und im Landtag von Galizien, die ihrem Bevölkerungsanteil angemessen war. Wichtigste Ziele waren die Gleichberechtigung der Juden und ihre Anerkennung als Nation sowie die Schaffung eines Judenstaates in Palästina.
Bei der Reichsratswahl 1907, den ersten Wahlen mit allgemeinem Wahlrecht, konnten vier Mandatare ins Abgeordnetenhaus entsandt werden: Benno Straucher, Adolf Stand, Arthur Mahler und Heinrich Gabel. Weitere Mandate wurden in Galizien durch national-polnischen Druck verhindert.
Bei den Wahlen zur Konstituierenden Nationalversammlung am 16. Februar 1919 erzielte Robert Stricker, Journalist und Vorstandsmitglied der Wiener Kultusgemeinde, mit 7760 Stimmen, 0,3 % für die Partei ein Mandat. In der Nationalratswahl in Österreich 1920 gelang ihm der Wiedereinzug aber nicht. Für die Nationalratswahl in Österreich 1923 bildete die zionistische Partei mit liberalen Gruppierungen die Jüdische Wahlgemeinschaft und erhielt 24.970, 0,8 % der Stimmen, aber aufgrund eines geänderten Wahlrechts kein Mandat.
Wichtigstes politisches Instrument der Partei war bis zu ihrem Zusammenbruch die Wiener Morgenzeitung, die damals einzige deutschsprachige jüdische Tageszeitung. 1927 wurde die Partei in Jüdische Partei und 1930 in Jüdische Liste umbenannt, schaffte aber nicht mehr den Einzug ins Parlament.